# Buergeres
Buergeres is een geslacht van kreeftachtigen uit de klasse van de Malacostraca (hogere kreeftachtigen).

## Soorten
- Buergeres deccanensis (Chopra, 1931)
- Buergeres holothuriae (Semper, 1880)
- Buergeres ortmanni (Bürger, 1895)
- Buergeres tenuipes (Bürger, 1895)